# 1910-ті

## Події
- 1910, лютий — затвердження Конституції в Боснії та Герцеговині. Проголошувала рівність усіх громадян перед законом, гарантувала їм основні права та свободи, однак залишала владу в руках австрійських чиновників. Крайовий уряд формально підпорядковувася місцевому сабору (крайовим зборам)[1].
- 1911, 14 грудня — норвезький полярний мандрівник і рекордсмен Руаль Енгельбрегт Гравнінг Амундсен досяг Південного полюса.
- 1913 — поточний конвеєр Генрі Форда.